# 屯馬綫
屯馬綫（英語：Tuen Ma Line）是港鐵營運中的通勤鐵路綫之一，路綫色為啡色，連接位於屯門區的屯門站及沙田區的烏溪沙站，由沙田至中環綫大圍至紅磡的新建路段與原有的西鐵綫以及馬鞍山綫連接而成，在規劃及建築時稱為東西走廊或東西綫。屯馬綫全綫共27個車站，全程約75分鐘，途經新界及九龍多個地區，大致呈東西走向，全長約56.4公里，是全港最長及最多車站的本地鐵路線，同時亦是唯一設有兩個車廠的本地鐵路線。屯馬綫27個車站中有6個站內轉車站，分別為美孚站、南昌站、紅磡站、何文田站、鑽石山站及大圍站，可以轉乘荃灣綫、東涌綫、東鐵綫及觀塘綫4條路綫；同時設有4個站外轉車站，屯門站、兆康站、天水圍站及元朗站均可以轉乘輕鐵；另外可從尖東站前往尖沙咀站轉乘荃灣綫以及從柯士甸站前往香港西九龍站乘搭高速鐵路。
受沙中綫偷工減料醜聞爭議，全綫通車日期延遲了兩年零七個月。2020年1月17日，運輸及房屋局局長陳帆宣布屯馬綫一期於同年2月14日通車，取代原有馬鞍山綫，並由大圍延長至啟德。而屯馬綫全綫則在2021年6月27日通車。
有别於過往港鐵網絡發展車站上蓋物業的融資方式，本綫的大圍至紅磡段由香港政府撥款興建，工程由港鐵監工，完工後交由九廣鐵路公司持有并以「服務經營權」方式授予港鐵公司營運。

## 歷史及簡介
屯馬綫整合香港前九鐵五個鐵路建設項目，當中包括九廣西鐵第一期、九龍南綫、尖沙咀支綫、馬鞍山鐵路，以及沙田至中環綫「東西走廊」新建路段，以上鐵路定綫經過多番變遷，亦曾以不同路綫之名服務市民；最終，九鐵公司確定「東西走廊」走綫東至烏溪沙，西至屯門，中途繞經九龍半島。隨著兩鐵合併，沙中綫項目交由港鐵公司規劃，同時整合全港重鐵網絡。
2018年，本綫正式命名為「屯馬綫」。由於本綫全綫串連了過去四個原有的重鐵項目，2021年6月27日通車後，成為全港最長和站數最多的重鐵路綫。然而，即使全綫貫通後，民間仍有不少人用通車前的網絡（分成西鐵、馬鐵及沙中線三段）稱呼本路綫的不同部分。

### 早年規劃
1967年，英國的費爾文霍士顧問工程公司發表了《香港集體運輸研究》，提議香港興建地底集體運輸城市軌道交通系統，其中一條被建議路綫為「沙田綫」，為當時建議興建的四條路綫之一。沙田綫建議於沙田的禾寮坑、下禾輋、沙田中、山下圍、紅梅谷（接近現大圍站）、慈雲山、鑽石山、啟德、馬頭圍（接近現宋皇臺站）、土瓜灣、何文田、紅磡及尖沙咀設站。
1970年，顧問公司完成對興建地下鐵路系統的進一步研究，發表《集體運輸計劃總報告書》，其中原有沙田綫被「東九龍綫」取代，沙田段被取消，北端終站改為鑽石山；南端終站則由尖沙咀（此報告書中稱「馬連拿站」，接近現尖東站）延伸至香港島上環的林士站。在興建修正早期系統鑽石山站及港島綫上環站之時，地鐵公司亦同時興建了預留位置供未來發展東九龍綫使用。唯最後，在政府決定興建「車鐵兩用」的東區海底隧道以紓緩當時的過海交通問題的同時，決定暫緩東九龍綫計劃。

### 計劃興建沙田至中環綫
1998年，政府推出《香港第三次整體運輸研究》及《香港第二次鐵路發展研究》，建議興建沙田至中環綫（沙中綫）。在地鐵公司及九鐵公司2001年提交給香港政府的投標計劃書中，分別建議以獨立路綫及馬鞍山鐵路延綫的形式興建沙中綫，走綫基本與現有屯馬綫大圍至紅磡段及東鐵綫過海段重合。最終，九鐵公司於2002年成功中標並獲港府授權興建。
2004年，九鐵公司更改沙中綫規劃，拆分為東西走廊和南北走廊，其中大圍至紅磡段將連接九廣西鐵及馬鞍山鐵路，成為屯馬綫的雛形。
因為2007年12月2日兩鐵合併，路綫最終由香港政府興建，將原屬兩鐵的網絡整合，並以綜合車站規劃轉綫車站以更妥善安排不同路綫的換乘，建成後以服務經營權方式授予港鐵公司營運。
2016年1月2日，西鐵綫為配合未來東西走廊運行，開始更換運行車隊編組，將原有7卡編組逐漸更換為8卡編組行駛，期間採取混合運行模式，7卡及8卡編組同時用於運作中。同年11月20日，馬鞍山綫所有車站完成擴建工程，所有月台由4卡長度擴建至8卡，擴建的月台部分啟用，列車亦更改停車位置；馬鞍山綫亦於2017年1月15日起，採用與西鐵綫相似運行模式，逐漸將原有4卡編組列車更換為8卡編組列車。2017年12月24日，馬鞍山綫完成列車編組改組，全綫改以8卡列車運行，並同步安裝月台閘門；西鐵綫亦於2018年5月27日完成列車編組改組。
2016年10月15日，港鐵開放快將啟用的何文田新車站予公眾參觀，有網民發現一機房當時被冠以「環境控制系統房（東西綫）」，但在該站正式啓用後已移除東西綫之名。然而對於大圍至紅磡一帶新建路段，從展開工程到完工於沿途所設的「里數牌」，一直都以EWL（東西綫）稱之。

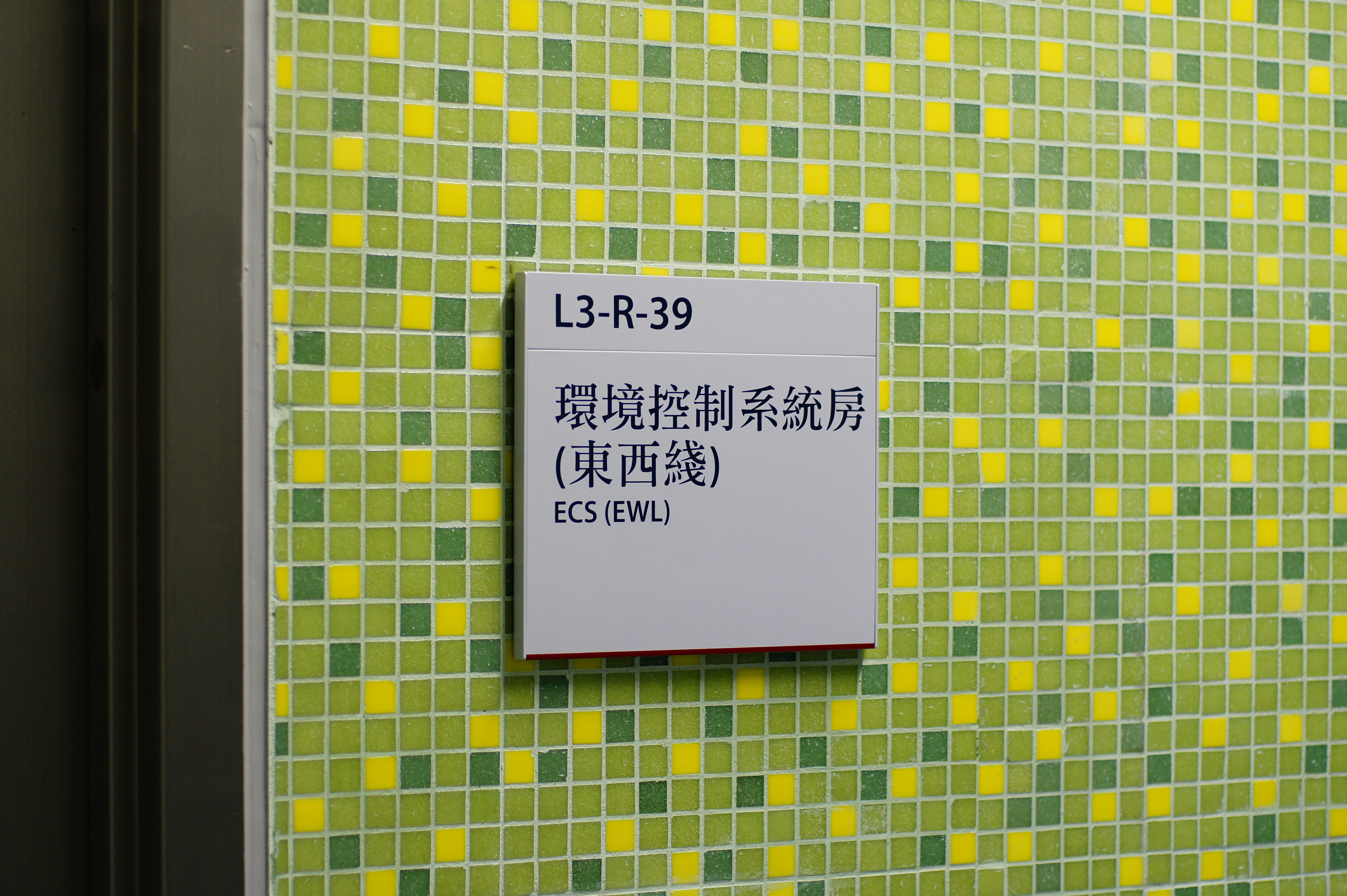
在何文田站開放日時一塊寫有「東西綫」字眼的門牌
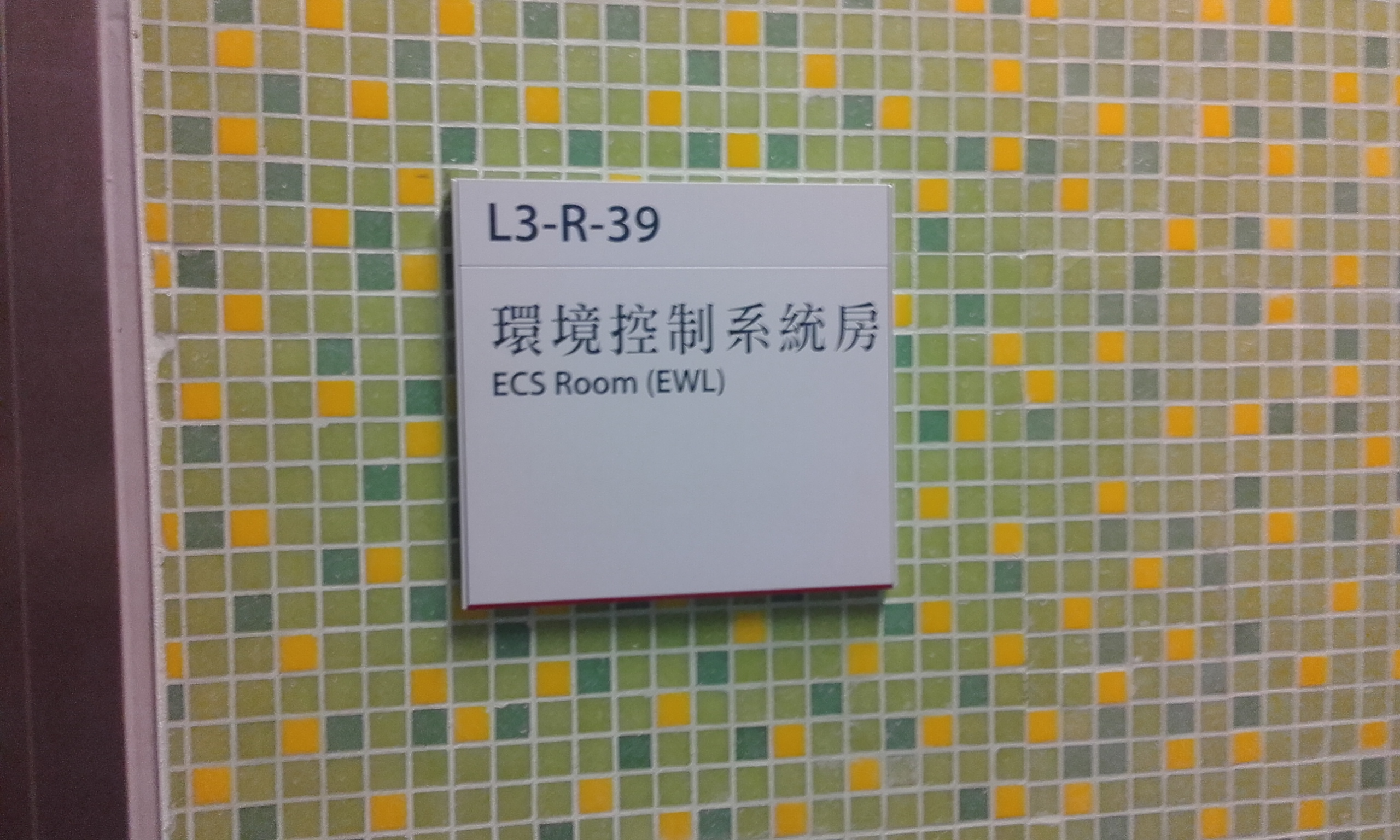
在何文田站啟用後該門牌已刪去「東西綫」字眼，其英文簡稱「EWL」則未有移除

2017年11月27日，政府宣佈將土瓜灣站及馬頭圍站正式定名為宋皇臺站及土瓜灣站。
東西走廊大圍至紅磡段原本可望於2019年通車，但隨著沙中綫傳出偷工減料醜聞，通車日期被延遲。紅磡站新建月台鬧出剪短鋼筋風波，最壞情況或須拆毀原本即將完工的月台重新再做。如紅磡站未能如期啟用，時任運輸及房屋局局長陳帆指出港鐵會研究局部通車可行性，即馬鞍山綫或許會先延伸服務至啟德站，直至新建紅磡站月台的問題獲妥善處理為止。對於此傳言，時任港鐵主席馬時亨說屯馬綫仍然希望在2019年整條開通為目標，以減少局部通車造成的訊號、車務和營運技術問題。
2018年5月25日，港鐵宣布東西走廊正式命名為「屯馬綫」，然而該名稱在網上受到批評，鐵路愛好者Facebook專頁「Riders」曾進行網上投票，收集了2,270份問卷，結果顯示「屯馬綫」僅有12%支持，相對之下「東西綫」的支持度高達62%。此外，多達83%投票者認為港鐵有必要就新路綫命名作公眾諮詢。

### 屯馬綫一期通車

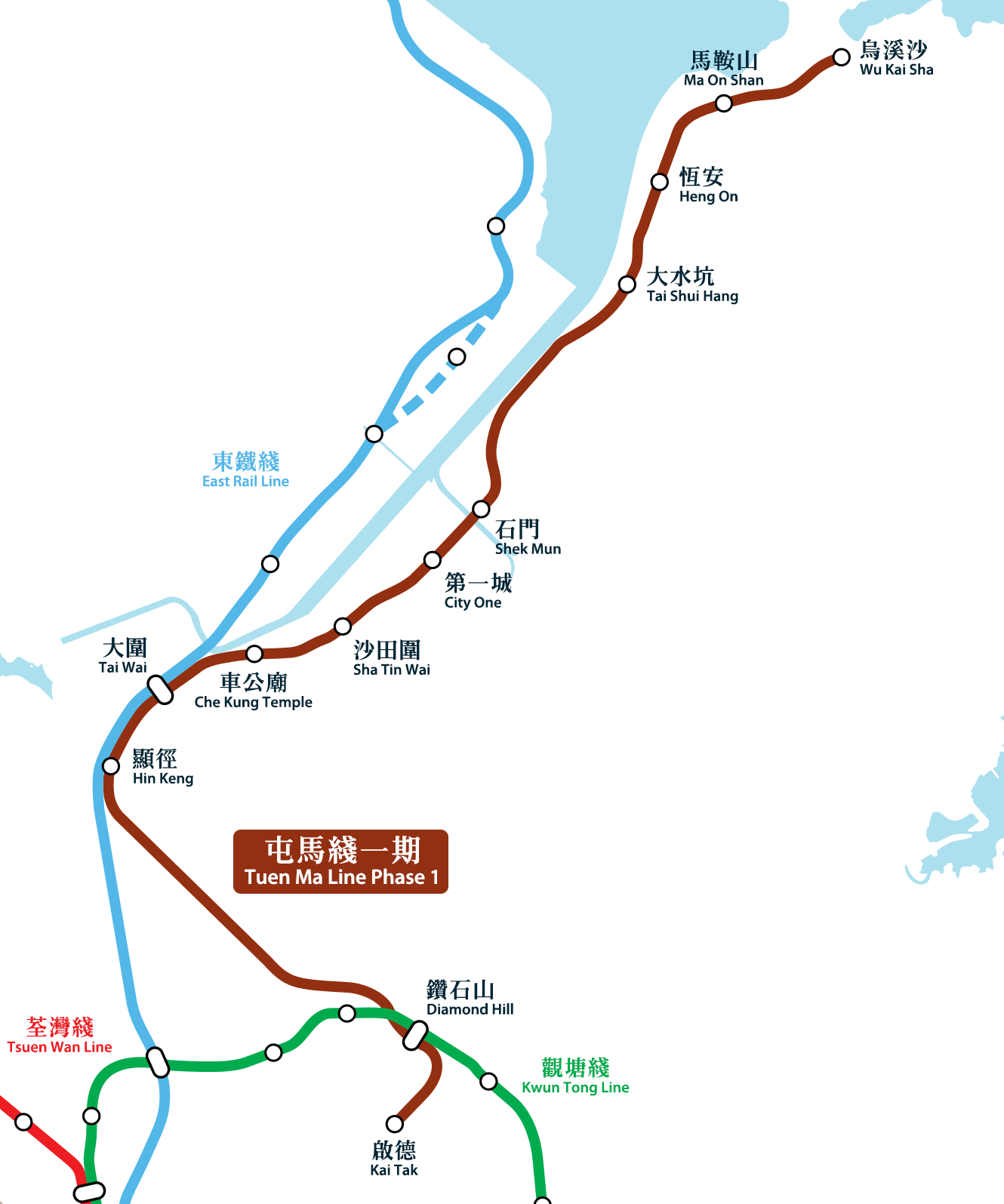
屯馬綫一期地圖

2019年7月18日，政府及港鐵決定屯馬綫將會分階段通車。陳帆於記者會中透露屯馬綫大圍至啟德段將稱為「屯馬綫一期」；而啟德至紅磡段將爭取於2021年啟用。按照相關計劃，通車安排將再細分為四個階段實施。
2020年1月17日，陳帆於記者會中透露屯馬綫大圍至啟德段於2020年2月14日啟用，並稱「希望港鐵當天有些安排讓乘客有驚喜」。
同年2月12日，港鐵召開記者會公佈屯馬綫一期通車安排和帶領傳媒參觀新車站以及試搭列車。港鐵表示通車日會設一列特別頭班車由啟德站開出，呼籲乘客不需急於乘搭，避免人多擠迫。時任港鐵公司總經理（特別職務）鄭群興呼籲公眾顧己及人，不要破壞。因應2019冠狀病毒病香港疫情關係，會加強車廂及月台清潔，也有機會調整班次。
同年2月14日，通車特別首班車於清晨約5時45分由啟德站開出，馬鞍山綫正式併入屯馬綫一期運作。時任港鐵行政總裁金澤培、總經理鄭群興及常務總監劉天成在啟德站派發「驚喜紀念品」予乘搭頭班車的乘客，包括免費車票一張、港鐵吉祥物「鐵仔」零錢包一個及「鐵仔」巧克力一個（因為首日通車當天是情人節而派發巧克力）。為確保順利通車，警方在同月13日晚上派出約10輛警車，有近100名警員在啟德及顯徑站戒備，包括防暴警察及鐵路應變部隊。至同月14日早上7時，仍有數名防暴警員在不同出入口駐守。由於受到2019冠狀病毒病疫情影響，港鐵呼籲市民不要急於乘搭頭班車，以減少人群聚集和防止疫情進一步擴散，但有鐵路迷與市民依然冒雨及疫情下試搭頭班車。

### 全綫試營運階段
隨著紅磡站擴建部分的補救措施在2020年年中完成，屯馬綫的架空電纜亦已在7月全綫通電，屯馬綫在8月開始進行列車動態測試。2020年底開始，屯馬綫全綫分數個凌晨非行車時間進行列車動態測試。
2021年1月31日，紅磡站屯馬綫新建月台完工並交付車務部，至此所有工程完成，進入全面試營運階段。2月16日起，屯馬綫一期列車部份時間來回烏溪沙站與紅磡站進行營運測試，列車繼續在烏溪沙站與啟德站之間載客。往啟德的列車將於到達啟德站1號月台後清客，然後不載客繼續駛往宋皇臺站、土瓜灣站及何文田站，最後於紅磡站新建月台折返往烏溪沙站沿途各站，並於啟德站2號月台起載。
4月18日起，屯馬綫分6至8個晚上的非行車時間進行全綫列車測試，來回烏溪沙站與屯門站，自此西鐵綫及屯馬綫一期開始共用車隊營運。5月2日，西鐵綫及屯馬綫一期當日的列車服務延遲至早上7時30分開始，以配合屯馬綫全綫大型列車測試，期間亦安排免費接駁巴士服務受影響的乘客。測試最後比原定時間提早完成，西鐵綫及屯馬綫一期因此分别於早上約7時10分及早上6時40分回復正常。

### 全綫通車
2021年5月28日，運輸及房屋局局長陳帆於記者會中，宣佈屯馬綫全綫將於同年6月27日正式通車。6月9日，港鐵公司安排傳媒參觀新車站。
6月20日起，西鐵綫及屯馬綫一期合併運作，為準備全綫通車作最後測試，紅磡站屯馬綫月台率先啟用。屯馬綫一期列車全日使用啟德站1號月台清客，不載客駛經新路段後到紅磡站新3號月台以西鐵綫的名義繼續載客前往尖東至屯門沿途各站。至於西鐵綫列車到紅磡站新2號月台清客，不載客駛經新路段，最後駛到啟德站2號月台以屯馬綫一期的名義繼續載客前往鑽石山至烏溪沙沿途各站。有市民認為指示並不清晰。
在6月27日正式通車首日，數百名鐵路迷及九龍城區居民於清晨5時前已經在宋皇臺站等候，港鐵主席歐陽伯權、行政總裁金澤培等人主持剪綵儀式後，大批鐵路迷歡呼起哄衝至列車月台，此外，記者亦發現有不少來自新界西和馬鞍山的居民亦特意乘屯馬線前往宋皇臺站參觀。
截至通車日中午12時，土瓜灣站及宋皇臺站的入站乘客超過18000人次，而到晚上8時，已進有逾7.2萬人次在兩個新站入站。其中在宋皇臺站的宋元文物展櫃更要實施人流管制，只容許最多約50人參觀。

### 擴展
2020年5月，行政長官會同行政會議邀請港鐵公司就屯門南延綫展開詳細規劃及設計。港鐵公司於2021年11月大致完成初步設計。2023年第三季，屯門南延綫動工，將於2024年起興建高架橋，並採用V字型橋墩設計以減少對屯門河景觀的影響，預計2028年完工。
2024年3月26日，行政長官會同行政會議批准洪水橋站動工，預計耗資41億港元，預計於2024年動工，2030年竣工，隨後於9月與港鐵公司簽署項目協議，採用擁有權模式興建，再批准其財務安排，大幅升至66.39億港元。洪水橋站將大量採用預製組件興建。

## 車站列表
| 站名 | 站名   | 轉乘路綫                                                      | 所在行政區域 | 通車日期            |        |
| 屯馬綫 | 屯馬綫 | 屯馬綫                                                        | 屯馬綫       | 屯馬綫              | 屯馬綫 |
| --- | ------ | ------------------------------------------------------------- | ------------ | ------------------- | ------ |
| | 屯門   | 輕鐵 屯門站： 505 506P 507 507P 751輕鐵 河田站： 507 507P 751 | 屯門區       | 2003年12月20日[WRL] |        |
| | 兆康   | 輕鐵 兆康站： 505 506P 507P 610 614 614P 615 615P 751         | 屯門區       | 2003年12月20日[WRL] |        |
| | 天水圍 | 輕鐵 天水圍站： 705 706 751 751P輕鐵 天耀站： 705 706 761P    | 元朗區       | 2003年12月20日[WRL] |        |
| | 朗屏   | -                                                             | 元朗區       | 2003年12月20日[WRL] |        |
| | 元朗   | 輕鐵 元朗站： 610 614 615 761P                                | 元朗區       | 2003年12月20日[WRL] |        |
| | 錦上路 | -                                                             | 元朗區       | 2003年12月20日[WRL] |        |
| | 荃灣西 | [TWW]                                                         | 荃灣區       | 2003年12月20日[WRL] |        |
| | 美孚   | 荃灣綫                                                        | 深水埗區     | 2003年12月20日[WRL] |        |
| | 南昌   | 東涌綫                                                        | 深水埗區     | 2003年12月20日[WRL] |        |
| | 柯士甸 | 香港西九龍站[CRA]：高速鐵路九龍站[AEL]：機場快綫              | 油尖旺區     | 2009年8月16日[SOL]  |        |
| | 尖東   | 尖沙咀站[TST]：荃灣綫                                         | 油尖旺區     | 2009年8月16日[SOL]  |        |
| | 紅磡   | 東鐵綫                                                        | 油尖旺區     | 2021年6月20日[HUH]  |        |
| | 何文田 | 觀塘綫                                                        | 九龍城區     | 2021年6月27日       |        |
| | 土瓜灣 | -                                                             | 九龍城區     | 2021年6月27日       |        |
| | 宋皇臺 | -                                                             | 九龍城區     | 2021年6月27日       |        |
| | 啟德   | -                                                             | 九龍城區     | 2020年2月14日[TP1]  |        |
| | 鑽石山 | 觀塘綫                                                        | 黃大仙區     | 2020年2月14日[TP1]  |        |
| | 顯徑   | -                                                             | 沙田區       | 2020年2月14日[TP1]  |        |
| | 大圍   | 東鐵綫                                                        | 沙田區       | 2004年12月21日[MOL] |        |
| | 車公廟 | -                                                             | 沙田區       | 2004年12月21日[MOL] |        |
| | 沙田圍 | -                                                             | 沙田區       | 2004年12月21日[MOL] |        |
| | 第一城 | -                                                             | 沙田區       | 2004年12月21日[MOL] |        |
| | 石門   | -                                                             | 沙田區       | 2004年12月21日[MOL] |        |
| | 大水坑 | -                                                             | 沙田區       | 2004年12月21日[MOL] |        |
| | 恆安   | -                                                             | 沙田區       | 2004年12月21日[MOL] |        |
| | 馬鞍山 | -                                                             | 沙田區       | 2004年12月21日[MOL] |        |
| | 烏溪沙 | -                                                             | 沙田區       | 2004年12月21日[MOL] |        |
| 附註 |        |                                                               |              |                     |        |
| - WRL 以九廣西鐵（即前西鐵綫）之通車日期為準。 - SOL 以九龍南綫（前西鐵綫之南延段）之通車日期為準；另外尖東站與紅磡站路段原屬於2004年10月通車的前九廣東鐵（即現東鐵綫）尖沙咀支線之路段，該路段則於九龍南綫通車後便改屬西鐵綫，後來為配合興建沙田至中環綫，西鐵綫紅磡站部分則於2021年6月改用新建路段及月台。 - HUH 以前西鐵綫改用該站新建月台之日期為準。 - TP1 以屯馬綫一期（前馬鞍山綫南延至啟德站後之易名）之通車日期為準。 - MOL 以馬鞍山鐵路（即前馬鞍山綫）之通車日期為準。 - TWW 荃灣西站並非接駁荃灣綫荃灣站的車站，但兩站之間則設有荃灣行人天橋網絡連接。 - AEL 乘客只須以同一張備有可用票值之八達通，並於1小時內於九龍站轉乘機場快綫／任何港鐵之車程，包括羅湖站及落馬洲站（輕鐵、港鐵巴士及東鐵綫頭等除外），即可享免費港鐵接駁服務；然而此站與東涌綫並非為正式的轉乘站。乘客若在兩站間轉乘，無論使用八達通還是單程車票，包括港鐵都會票，均需當作兩段車程處理，並繳納再入閘收費。 - TST 尖東站與尖沙咀站僅以非付費區的車站通道連接，故使用八達通或港鐵都會票（如適用）之乘客在上述任何一方之車站出閘後30分鐘內於另一方車站入閘則會視為一程計算；然而持有一張單程車票的乘客則不能在兩站之間進行轉乘，若於使用兩站轉車便須重新購買單程票，或使用美孚站或何文田站轉乘。 - CRA 香港西九龍站屬邊境禁區車站，受《香港鐵路附例》第8A部〈過境限制區〉規管，持有效證件方可進入有關車站的收費區。 |        |                                                               |              |                     |        |
| 论 编 |        |                                                               |              |                     |        |

## 票務

### 八達通
- 港鐵巴士（新界西北）免費轉乘優惠：必須於指定屯馬綫車站出閘後60分鐘內再於巴士八達通收費器確認，或於巴士八達通收費器確認後60分鐘內再於指定屯馬綫沿途各站入閘。
- 輕鐵免費轉乘優惠：必須於指定屯馬綫車站出閘後30分鐘內再於指定輕鐵站入站收費器確認，或於指定輕鐵站出站收費器確認後30分鐘內再於指定屯馬綫沿途各站入閘。
- 注意事項：
  - 乘搭輕鐵時，必須按正常程序確認「入站」及「出站」，否則會當作無票乘車及須繳交附加費。
  - 如轉乘模式為「輕鐵／港鐵巴士 → 屯馬綫 → 輕鐵／港鐵巴士」，整個行程不可超過120分鐘（此限制不適用於「全月通2（屯門－南昌）」、「全月通3（屯門－紅磡）」、
「機場快綫旅遊票」或「遊客全日通」持有人）。
  - 免費轉乘輕鐵須為HK$5.4（成人）或以下的車程（持特惠八達通者的適用輕鐵車程與成人相同）（此限制不適用於「全月通2（屯門－南昌）」、「全月通3（屯門－紅磡）」或「遊客全日通」持有人）。
  - 免費轉乘港鐵巴士須為HK$5.1（成人）的車程，超過HK$5.1（成人）的車程需繳付差額（持小童／學生個人八達通者的適用巴士車程與成人相同）（此限制不適用於已享有$2優惠計劃人士、「全月通2（屯門－南昌）」、「全月通3（屯門－紅磡）」或「遊客全日通」持有人）。
  - 由輕鐵轉乘屯馬綫的乘客，請於轉乘屯馬綫前於出站收費器上確認，否則會扣除輕鐵最高車資及不可賺取輕鐵個人八達通積分，而轉乘優惠亦會自動失效；如乘搭輕鐵後在屯馬綫原站出入，當中的差額不會退回。
  - 轉乘輕鐵的乘客，請於出站前於出站收費器上確認，否則會扣除輕鐵最高車資，而轉乘優惠亦會自動失效。
  - 轉乘優惠不可以與機場快綫免費港鐵接駁服務共用。
  - 使用「遊客全日通」亦可免費乘搭輕鐵，但車票必須先有港鐵車程紀錄。
- 在尖東站出站，到尖沙咀站轉乘荃灣綫，會被視作一程車程。

另外，港鐵提供屯馬綫通車八達通車資優惠，由一期通車日（2020年2月14日）至2022年1月1日止，在啟德站及／或顯徑站及／或宋皇臺站及／或土瓜灣站入閘／出閘，均享有成人HK$1及小童HK$0.5優惠。

### 月票
「全月通1（上水／烏溪沙－尖東）」、「全月通2（屯門－南昌）」及「全月通3（屯門－紅磡）」是一種透過八達通來使用的月票，其月票記錄在八達通的內置晶片內。
三款「全月通」在每月的前7天至該月7日發售，「全月通1（上水／烏溪沙－尖東）」在東鐵綫紅磡至上水沿綫各站（羅湖、落馬洲及馬場站除外）及屯馬綫烏溪沙至尖東沿途各站（顯徑、啟德、宋皇臺及土瓜灣站除外）的客務中心、屯馬線顯徑／啟德／宋皇臺及土瓜灣站的售票增值機、及、「MTR Mobile」手機應用程式發售，「全月通2（屯門－南昌）」在屯馬綫屯門至南昌沿途各站的客務中心及「MTR Mobile」手機應用程式發售，「全月通3（屯門－紅磡）」則在屯馬綫屯門至紅磡沿途各站的客務中心及「MTR Mobile」手機應用程式發售。「全月通1（上水／烏溪沙－尖東）」適用於無限次乘搭東鐵綫普通等（往來上水至紅磡站，馬場站除外）、屯馬綫（往來烏溪沙至尖東站），亦可免費轉乘港鐵接駁巴士K12（星期日及公共假期除外）、K14、K17、K18線；而「全月通2（屯門－南昌）」適用於無限次乘搭屯馬綫（往來屯門至南昌站），「全月通3（屯門－紅磡）」適用於無限次乘搭（往來屯門至紅磡站），「屯門－南昌」及「屯門－紅磡」全月通均適用於無限次乘搭輕鐵及各港鐵巴士（新界西北）路綫；以上三款全月通往來非指定車站之連接車程可享額外正價車費75折優惠（羅湖站或落馬洲站除外）。除該些指定路線外，使用「全月通」的乘客不可享有其他接駁服務的轉乘優惠。
「全月通1（上水／烏溪沙－尖東）」現時售價為HK$510（優惠價為HK$425）。
「全月通2（屯門－南昌）」及「全月通3（屯門－紅磡）」現時售價分別為HK$545及HK$635（優惠價分別是HK$425及HK$535）。

### 日票
西鐵「節日通」於2004年12月20日推出，售價為港幣20元，適用於購票當天無限次乘搭西鐵（現時為屯馬綫（往來屯門至南昌站））、輕鐵、各新界西北的九鐵巴士、港鐵接駁巴士、K16線、以及於推廣期間內推出的其他免費接駁服務。於2005年9月1日起改為長期推廣，並於當日起改名為西鐵「自悠通」，於各西鐵站票務處發售。為了吸引乘客交回已使用的磁帶車票，凡交回任何已逾期的10張「自悠通」或「節日通」車票，可免費換取即日有效的「自悠通」連登車證各一張。「自悠通」曾經有免費乘搭專線小巴81K線的優惠，於2005年2月1日生效，但已於2007年1月1日起取消。另外曾經有新巴701線、702線及專線小巴95K線之轉乘優惠亦於同日取消。
「自悠通」原定優惠期至2007年12月31日，但兩鐵合併時被西鐵綫全日通取代。西鐵綫全日通的使用方式、發售地點、售價和使用範圍與西鐵自悠通一樣，於購買車票當天可無限次乘搭港鐵西鐵綫、所有輕鐵路綫、所有港鐵巴士綫及港鐵接駁巴士K16線。
隨西鐵綫於2009年8月16日伸延至紅磡站，原有西鐵綫全日通改稱「屯門－南昌全日通」，其使用方式、發售地點、售價和使用範圍與西鐵全日通大致一樣，於購買車票當天可無限次乘搭港鐵屯馬綫（往來屯門至南昌站）、所有輕鐵路綫及所有港鐵西北接駁巴士綫。而原有接駁K16線的優惠亦即日取消，K16線亦於一個月後取消服務。
屯門－南昌全日通在2025年8月1日停售，當時售價為HK$30，於屯馬綫屯門至南昌沿途各站客務中心發售。上述「以十張換一張」換領期於同月16日完結。

### 西鐵學生全日通（已取消）
西鐵學生全日通是2004年7月21日至8月31日期間的優惠車票，供12至25歲持有有效本港全日制學生證購買及使用。售價為HK$18，於各西鐵綫客務中心發售。適用於購票當天無限次乘搭西鐵（現時為屯馬綫（往來屯門至南昌站））、輕鐵、新界西北的港鐵巴士、已取消的港鐵接駁巴士路線K16、專線小巴95K線、並在2004年8月22日起可以免費乘搭新巴701及702線。

## 乘客量

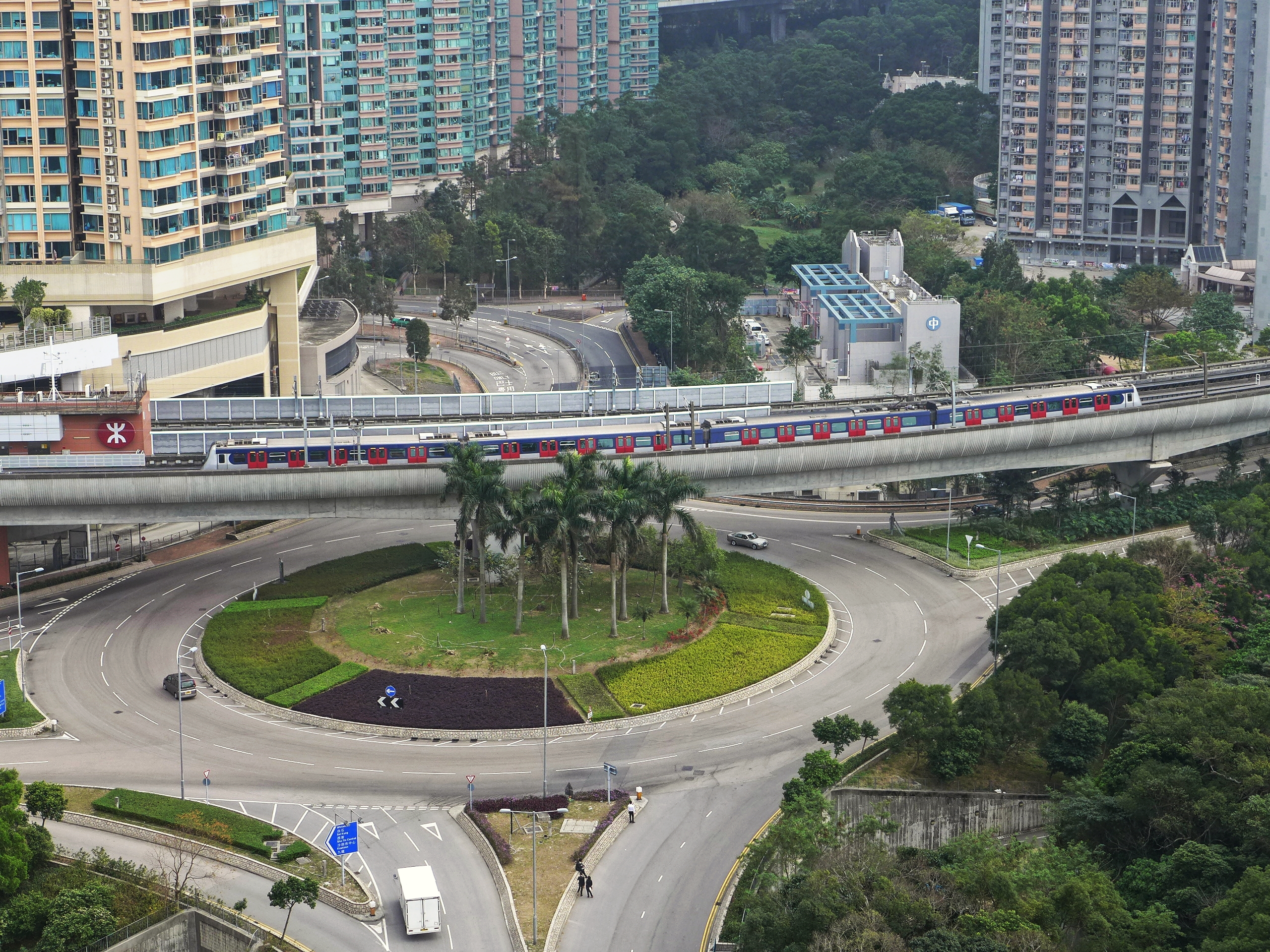
一列剛離開烏溪沙站的馬鞍山綫4卡列車

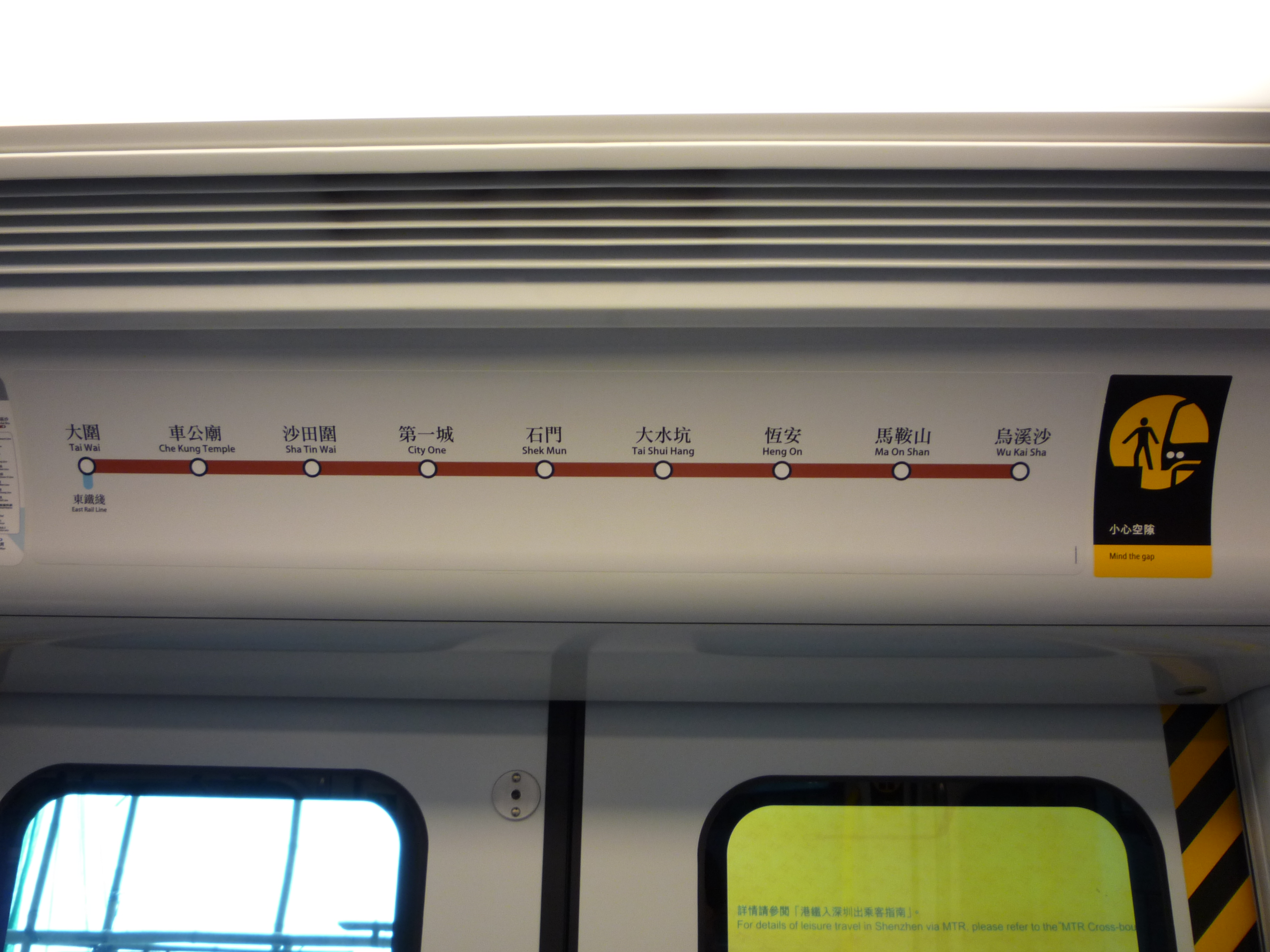
改裝前的馬鞍山綫（現為屯馬綫）4卡列車車廂內的貼紙路綫圖

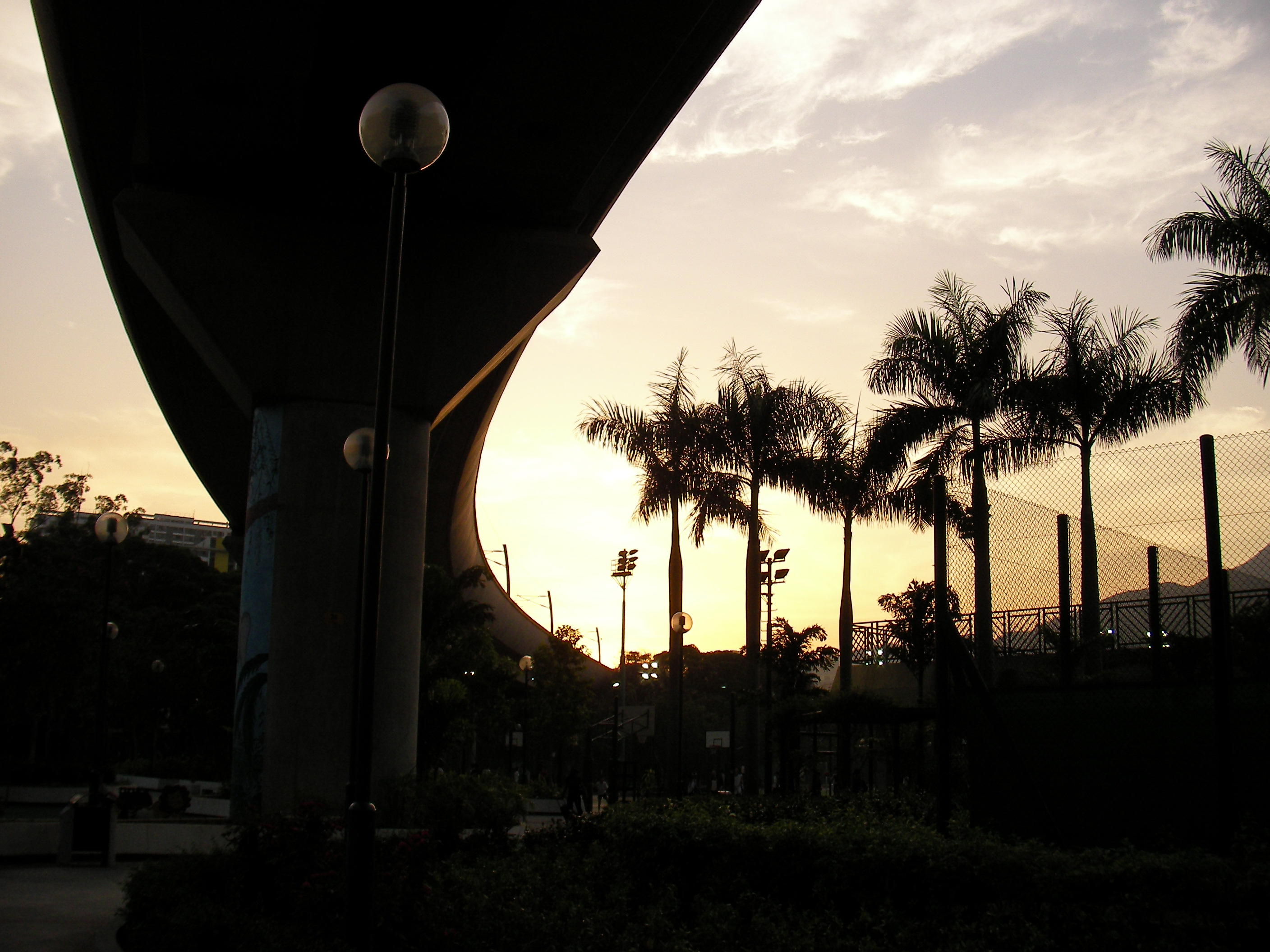
屯馬綫的高架橋在曾大屋遊樂場的上方越過

### 紅磡以西（前西鐵綫路段）
西鐵綫連接新界西各大住宅區和西九龍市區，並能在九龍市區連接東涌綫、荃灣綫和東鐵綫，以及在新界西各站（朗屏站除外）連接輕鐵往返新界西各大屋邨、屋苑，服務範圍廣闊。但由於以下原因，本線通車初期的客量遠低於九廣鐵路公司於1995年決定興建西鐵綫時的預測：
- 新界西北人口增長速度放緩（2004年人口為104萬，較九鐵公司採用的假設人口少13萬）
- 當時地產市道呆滯，西鐵車站沿線物業發展時間表需要調整，以致西鐵車站附近範圍尚未形成具規模的直接載客範圍；而對於當時新界西北現有住宅區居民來說，車站位置不太方便（如天水圍站相比天水圍新市鎮更接近屏山、元朗站遠離元朗大馬路一帶），往往需要依靠輕鐵、小巴等其他交通工具接駁
- 通車初期本線最南只到達南昌站，未能深入九龍區核心地帶，對往返深水埗乘客而言並不吸引
- 當時新界西對外的道路網絡完善 (三號幹線投入服務後，專營巴士受屯門公路交通擠塞影響的情況已大為改善。)
- 車費昂貴

隨著時間過去，九鐵持續採取多項措施提高西鐵競爭力和接駁輕鐵及其他交通工具的方便程度，加上新界西得到更多發展後，以及延伸段九龍南綫於2009年通車，能夠直達油尖旺區的心臟地帶，本綫開始吸引更多新界西北居民使用，並吸納更多種類的乘客（如有乘客以本綫往返九龍其他地區和本綫途徑的西九龍填海區，以及單車發燒友攜帶單車從港九前往新界西踏單車，還有不少的屯門區院校學生以本綫來往住所和校園），本綫客量開始上升。吸引上述乘客乘搭西鐵綫的最主要原因之一是該些乘客開始意識到本綫能方便快捷連接市區和新界西（相比容易出現擠塞的陸路交通要道如屯門公路、荃灣路和汀九橋，本綫不受塞車影響，而且列車速度快，乘客更易預算和節省交通時間），因此在繁忙時間，乘客經常擠進本綫車廂，環境過於擠迫。上午繁忙時間在天水圍站以後的車站上車甚為困難，下午繁忙時間則以在九龍各站較多乘客上車。若繁忙時間內屯門公路發生事故，會有更多乘客使用本綫，擠逼情況更見嚴重。但繁忙時間以外則較少出現擠逼。
2014年立法會文件披露西鐵綫2013年最繁忙路段載客率和客量，若以每平方米四人站立密度計算，得出99%接近飽和的載客率，現時早上繁忙時段客量達每小時3.46萬人次。同年的預測日載客量為55.8萬人次，實際為約41.1萬人次。
根據港鐵向立法會提交的2015年統計數字，2015年西鐵綫以每平方米六人站立密度計算的最高可載客量為4.92萬人次，而最繁忙的路段為錦上路站至荃灣西站，早上繁忙時段客量達每小時3.64萬人次，載客率以每平方米四人及六人站立密度計算分別為104%及74%，載客率為所有港鐵重鐵路綫中最高。
根據港鐵向立法會提交的2021年統計數字，2019年上半年屯門至紅磡段以每平方米六人站立密度計算的最高可載客量為5.6萬人次，而最繁忙的路段為錦上路站至荃灣西站，載客率以每平方米四人及六人站立密度計算分別為99%及84%，載客率為所有港鐵重鐵路綫中次高。

### 大圍以東（前馬鞍山綫路段）
由於馬鞍山綫沿綫大多是住宅區，只有石門站和第一城站附近是工商業區及校區，本綫客量穩定，通車初期擠逼情況在本綫列車並不常見，但近年因多個位處馬鞍山新市鎮的住宅項目落成，所以在早上及晚上繁忙時間，恆安至大圍段也會有擠逼情況出現。車站方面也只有連接東鐵綫的大圍站經常擠逼以及車公廟站偶有擠逼。根據港鐵向香港立法會提交的文件披露，馬鞍山綫最繁忙時段載客率在2014年和2015年同為80%（以車廂每平方米站立4人計算），最繁忙路段在車公廟站至大圍站之間。自列車車卡增至8卡後擠逼情況已大幅改善。
根據港鐵向立法會提交的2021年統計數字，2019年上半年大圍至烏溪沙段以每平方米六人站立密度計算的最高可載客量為45.9萬人次，而最繁忙的路段為大圍站至車公廟站，載客率以每平方米四人站立密度計算為52%。

### 全綫通車後
屯馬綫貫通新界西北、荃灣、西九龍、油尖旺、東九龍和城門河以東一帶，途經不少工商業區和住宅區，有龐大客量支持，有原西鐵綫、馬鞍山綫乘客反映車廂比以前擠逼，但整體而言由於本線覆蓋不同地區，乘客能減少轉車次數甚至一線直達，因此本線能夠舒緩輕鐵（屯門至元朗段）、東鐵綫（大圍至紅磡段）、荃灣綫（荃灣/荃灣西至尖沙咀/尖東段）、東涌綫（青衣至九龍段）以及觀塘綫（何文田至鑽石山段）的乘客擠迫情況。
此外，屯馬綫全線通車後，港鐵公司更將各節車廂的人流資訊實時顯示於屯馬綫沿途各站的月台顯示屏，為整個港鐵系統首次引入。這個系統在東鐵綫過海段通車後亦擴展至東鐵綫。
根據港鐵向立法會提交的2022年統計數字，2021年疫情較為緩和的月份全段以每平方米六人站立密度計算的最高可載客量為70萬人次，而最繁忙的路段為荃灣西站至美孚站，載客率以每平方米四人站立密度計算為86%。
2023年8月，無線新聞節目《時事多面睇》表示形容屯馬綫已經非常擠逼，其中於早上繁忙時間，有在錦上路站或元朗站上車的乘客表示平時須等待至少兩、三班車才能夠登車；另外亦有在元朗站上車的乘客表示登車後亦不容易有空座位。而媒體更發現雖然港鐵指出屯馬綫一小時單方向最多可以開到28班列車，不過於錦上路站現場考察後發現，於平日早上繁忙時間一小時只有22班列車。

## 車務資訊

### 班次
屯馬綫繁忙時間平均每3至3.5分鐘一班車，非繁忙時間以及深夜時段亦維持約6至12分鐘一班。
| 時段             | 時段             | 屯馬綫全綫 |
| ---------------- | ---------------- | ---------- |
| 平日             | 早上繁忙時段     | 2.7－3     |
| 平日             | 晚上繁忙時段     | 3.3－3.5   |
| 平日             | 非繁忙時段       | 6－7.3     |
| 星期日及公眾假期 | 星期日及公眾假期 | 6－7.3     |
| 星期六           | 星期六           | 4.7－7.3   |
| 深夜時段         | 深夜時段         | 12         |

乘客可以透過iOS或Android應用程式「MTR Mobile」或使用經「data.gov.hk」授權的應用程式查閱屯馬綫未來四班抵站列車的到達時間，亦可以在港鐵網站查閱詳細時間表。
為協助屯馬綫的乘客更便捷地使用鐵路服務，港鐵公司於在大圍站3號月台通道入口增設乘客資訊顯示屏，讓乘客得悉屯馬綫未來四班往屯門方向列車的抵站時間；此外，港鐵公司亦於美孚站轉車通道增設乘客資訊顯示屏，讓乘客得悉屯馬綫及荃灣綫各方向未來兩班列車的抵站時間。
另外，當香港天文台發出九號烈風或暴風風力增強信號或十號颶風信號時，屯馬綫只會有限度維持荃灣西站至尖東站、以及何文田站至鑽石山站的列車服務。

## 使用車輛
| 型號             | 制造商                    | 車輛編組        | 生產年份   | 車輛總數 | 服役時間 |
| ---------------- | ------------------------- | --------------- | ---------- | -------- | --- |
| 近畿川崎列車     | 日本近畿車輛 日本川崎重工 | D-P-M-H+C-M-P-D | 2001－2017 | 47列     | SP1900（東鐵綫）：2001年9月4日－ SP1900（西鐵綫）：2003年12月16日－ SP1950（馬鞍山綫）：2004年12月19日－ KRS991（西鐵綫）：2008年5月4日－ 1151（西鐵綫及馬鞍山綫）：2016年3月25日－ |
| 屯馬綫中國製列車 | 中國中車長客              | D-P-M-K+C-M-P-D | 2015－2018 | 17列     | 馬鞍山綫：2017年3月12日－ 西鐵綫：2020年3月7日－ |

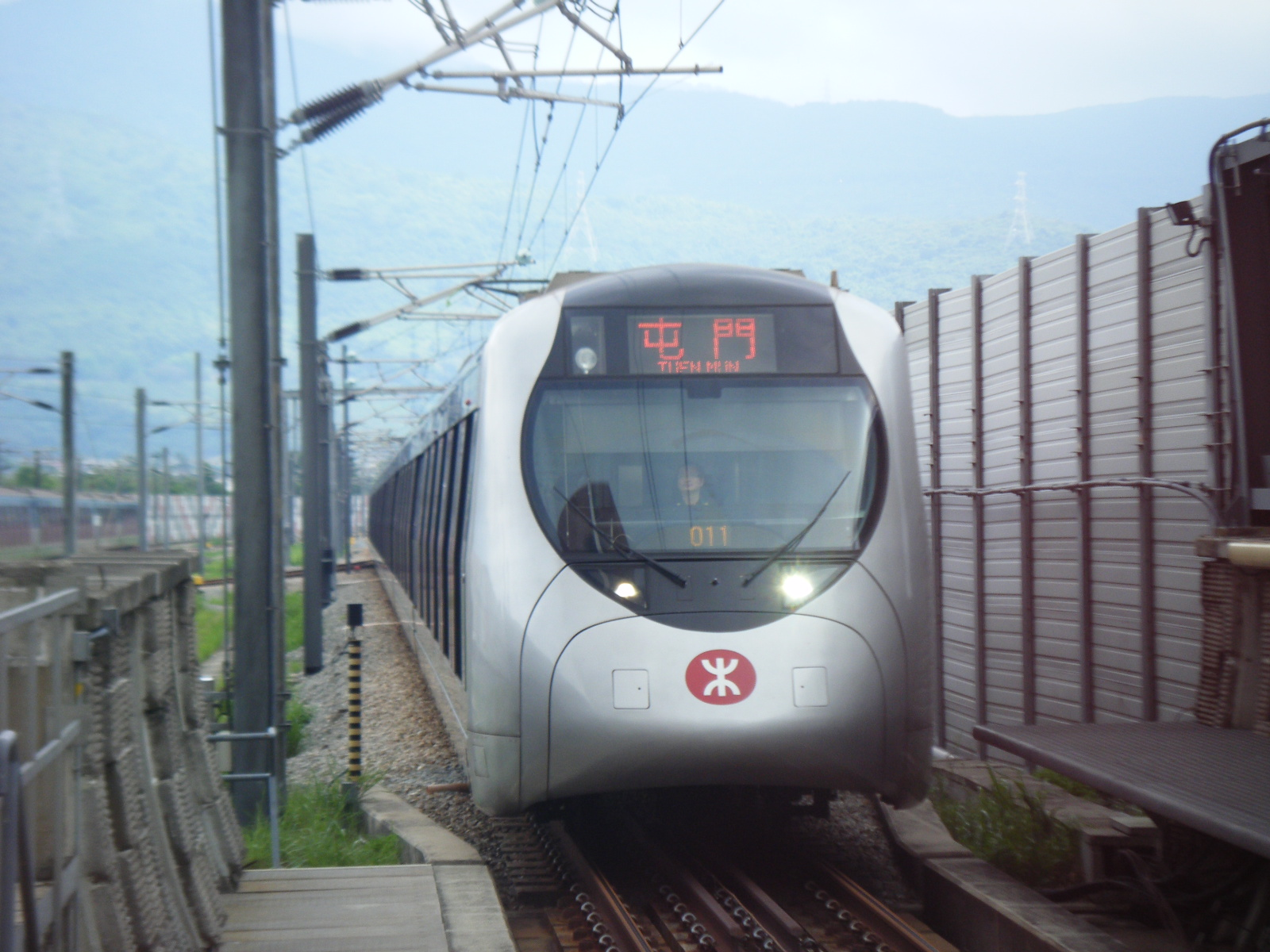
港鐵屯馬綫近畿川崎列車

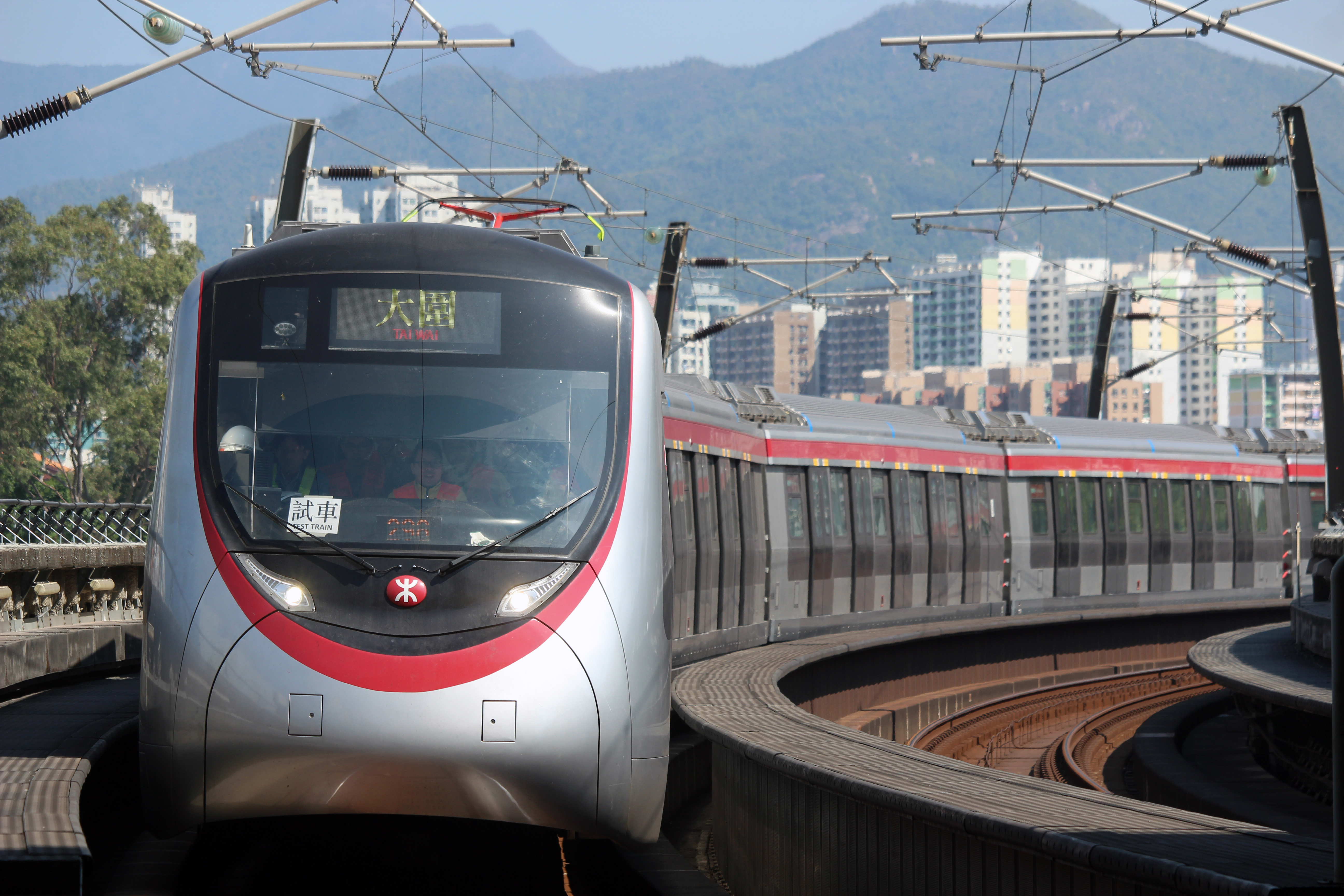
港鐵屯馬綫中國製列車

馬鞍山綫車站於設計時已預留空間擴建至最長可容納8卡車廂停靠；通車初期以4卡車廂行走，由2017年1月15日開始陸續改以8卡車廂行走。前西鐵綫大部分車站月台最長可容納9卡車廂（柯士甸站及新紅磡站月台可容納8卡車廂，至於尖東站因為曾經是東鐵綫的車站，故此可以容納長達12卡車廂）；通車初期以7卡車廂行走，由2016年1月2日起開始陸續改以8卡車廂行走。
受限於柯士甸站、新建的紅磡站至顯徑站月台、以及原馬鞍山綫月台擴建工程的設計長度有限，最終亦只可以8卡車廂組成的列車行走。
屯馬綫所使用的列車共有兩種，分別是近畿川崎列車（IKK-Train）以及屯馬綫中國製列車（TML C-Train）。港鐵除了沿用原本分別在東鐵綫、西鐵綫和馬鞍山綫上行駛過的近畿川崎列車之外，亦有購入新的近畿川崎列車車卡以擴充車隊。其中原本在東鐵綫上行駛的列車在經過改裝後，已全數退出東鐵綫的服務並全部改行屯馬綫。除此之外，港鐵亦有購入來自中車長春軌道客車的列車以應付需求，這也是港鐵首次在前九鐵路線中使用中國大陸製造的列車。

## 車輛維修
屯馬綫日常維修廠房是設於新界沙田區大圍與顯徑站之間，即港鐵現時大圍站西南面的大圍車廠及新界元朗區錦上路站與荃灣西站之間，即港鐵現時錦上路站南面的八鄉車廠，兩個車廠每日24小時運作，為屯馬綫的列車提供維修服務。

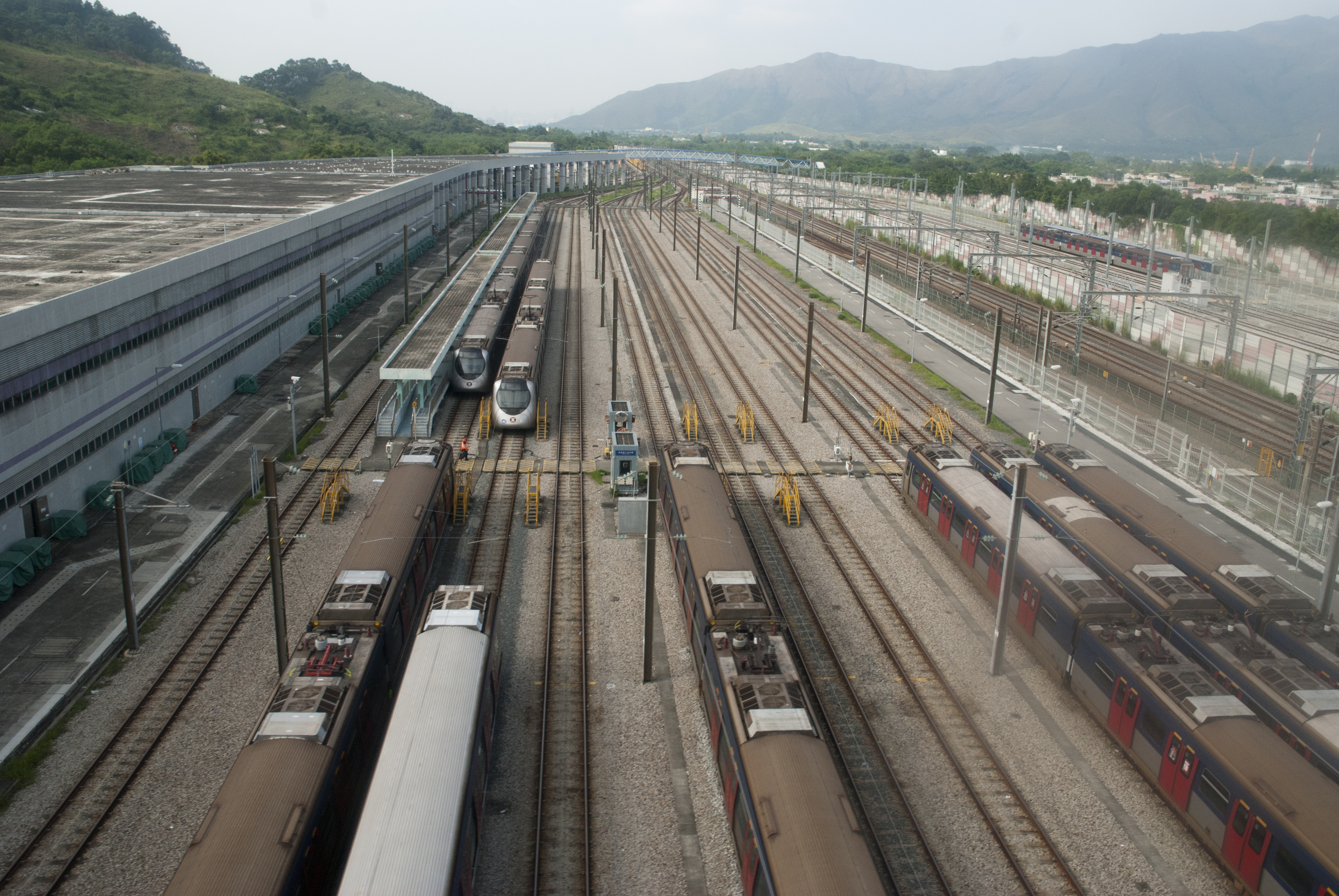
港鐵八鄉車廠
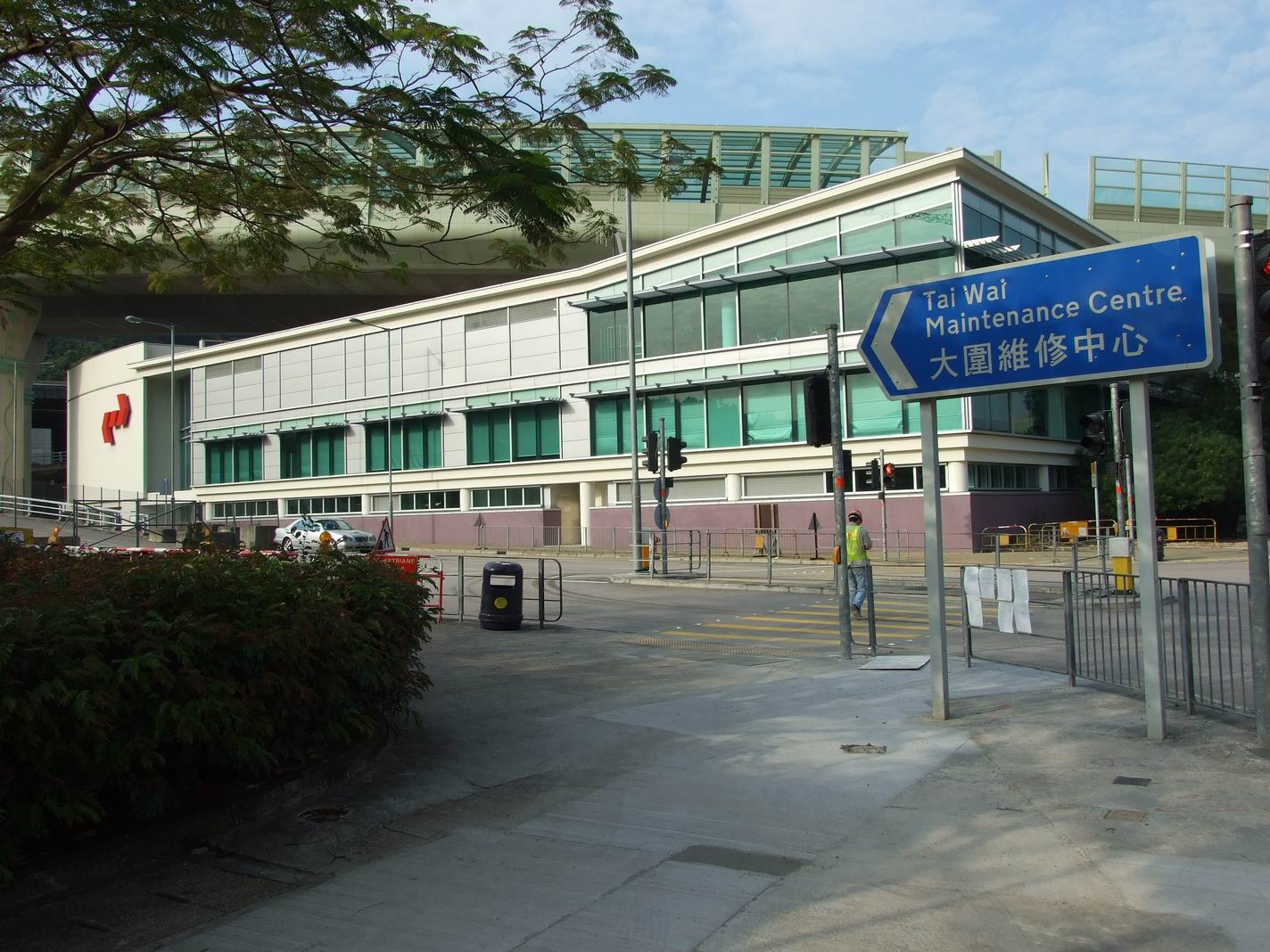
港鐵大圍車廠

## 重大事故

#### 紅磡站與何文田站之間的架空電纜故障
2021年6月28日（即屯馬綫全線通車後第二天） ，位於紅磡站與何文田站之間的架空電纜故障，屯馬綫列車班次大受影響。為維持列車服務，屯馬綫服務斷開為三部分，分別是每10分鐘一班的紅磡站至屯門站和啟德站至烏溪沙站，及每20分鐘一班的紅磡站至啟德站。列車到達紅磡站及啟德站後將在原來停靠的月台折返，而乘客到達紅磡站及啟德站後，需下車到對面月台轉乘另一班列車以繼續行程，事件於當天車務運作完結後完成修復並於翌日回復正常。

#### 沙田圍站訊號故障
2021年9月12日 ，位於沙田圍站至烏溪沙站發生訊號故障，屯馬綫列車班次大受影響。為維持列車服務，屯馬綫服務斷開為二部分，分別是每10分鐘一班的屯門站至大圍站，而大圍站至烏溪沙站暫停服務。港鐵安排受影響的乘客改乘免費接駁巴士繼續行程。事件於發生後一小時完成修復並回復正常。

#### 屯馬綫多名車長染疫 班次大受影響
2022年3月1日，時值香港發生第5波新型冠狀病毒疫情，港鐵表示屯馬綫因為多名車長感染新型冠狀病毒或被列作密切接觸者而需要隔離，未能執勤，令早上及黃昏繁忙時段的列車班次需要輕微調整，較正常多10多秒至半分鐘不等。

#### 2022年屯元天大停電事件
受停電事故影響，港鐵於晚上7時30分宣布荃灣西至屯門的列車服務暫停，並安排免費接駁巴士來往荃灣西站至屯門站，而天水圍站則是因為停電而關閉。輕鐵因停電而需要使用人力手動換軌。港鐵公司於晚上7時55分調配葵芳變電站的電力供應至受影響的路段以供回復屯馬綫列車服務直至中電恢復鐵路的電力。

## 物業發展

### 紅磡以西（前九廣西鐵）
港鐵公司分別於柯士甸站，以及前九廣西鐵沿線的屯門站、朗屏站、元朗站、錦上路站、八鄉車廠、荃灣西站及南昌站發展物業。由於九廣鐵路公司在興建原九廣西鐵第一期時，放棄物業發展權，以換取政府補貼。因此，除柯士甸站及錦上路站第二期外，原九廣西鐵沿線的物業僅由港鐵公司代為發展及管理。
| 車站     | 物業項目（商場）                                              |
| -------- | ------------------------------------------------------------- |
| 屯門站   | 瓏門（V city)                                                 |
| 朗屏站   | 朗城滙 + 朗屏8號                                              |
| 元朗站   | The YOHO Hub（Yoho Mix）                                      |
| 錦上路站 | 柏瓏                                                          |
| 荃灣西站 | 海之戀（OP Mall）+ 全城滙（如心廣場二期） + 柏傲灣 + 環宇海灣 |
| 南昌站   | 匯璽（V Walk）                                                |
| 柯士甸站 | The Austin + Grand Austin                                     |

### 紅磡至大圍段（沙田至中環綫）
由於紅磡至大圍段以「服務經營權」形式興建，港鐵無須藉上蓋物業收益補貼施工費用。因此，屯馬綫此段並無任何上蓋項目。至於何文田站的上蓋物業發展項目，則用於補貼港鐵興建觀塘綫延綫的開支。

### 大圍以東（前馬鞍山鐵路）
九鐵公司或港鐵公司分別在前馬鞍山鐵路沿線的大圍車廠、大圍站、車公廟站及烏溪沙站已發展物業。
| 車站     | 物業項目（商場）          |
| -------- | ------------------------- |
| 大圍車廠 | 名城                      |
| 大圍站   | 柏傲莊（圍方）            |
| 車公廟站 | 溱岸8號                   |
| 烏溪沙站 | 銀湖·天峰（銀湖天峰商場） |

## 未來發展
| 站名 | 站名                 | 轉乘路綫             | 轉乘路綫                      | 所在行政區域         | 通車日期             |
| 屯門南延綫（興建中） | 屯門南延綫（興建中） | 屯門南延綫（興建中） | 屯門南延綫（興建中）          | 屯門南延綫（興建中） | 屯門南延綫（興建中） |
| --- | -------------------- | -------------------- | ----------------------------- | -------------------- | -------------------- |
| 屯門南 | 屯門南               | 輕鐵 屯門碼頭站      | 507 610 614 614P 615 615P     | 屯門區               | 預計2030年           |
| 屯門南 | 屯門南               | 輕鐵 兆禧站          | 507 614 614P                  | 屯門區               | 預計2030年           |
| 第16區 | 第16區               | -                    | -                             | 屯門區               | 預計2030年           |
| 屯馬綫 |                      |                      |                               |                      |                      |
| | 屯門                 | 輕鐵 屯門站          | 505 507 751                   | 屯門區               | 2003年12月20日       |
| 輕鐵 河田站 | 屯門                 | 507 751              |                               | 屯門區               | 2003年12月20日       |
| | 兆康                 | 輕鐵 兆康站          | 505 610 614 614P 615 615P 751 | 屯門區               | 2003年12月20日       |
| 洪水橋 | 洪水橋               | -                    | -                             | 元朗區               | 預計2030年           |
| | 天水圍               | 輕鐵 天水圍站        | 705 706 751 751P              | 元朗區               | 2003年12月20日       |
| 輕鐵 天耀站 | 天水圍               | 705 706 761P         |                               | 元朗區               | 2003年12月20日       |
| | 朗屏                 | -                    | -                             | 元朗區               | 2003年12月20日       |
| | 元朗                 | 輕鐵 元朗站          | 610 614 615 761P              | 元朗區               | 2003年12月20日       |
| | 錦上路               | 北環綫[NOL] 中鐵綫   | 北環綫[NOL] 中鐵綫            | 元朗區               | 2003年12月20日       |
| | 荃灣西               | -[TWW]               | -[TWW]                        | 荃灣區               | 2003年12月20日       |
| | 美孚                 | 荃灣綫               | 荃灣綫                        | 深水埗區             | 2003年12月20日       |
| | 南昌                 | 東涌綫               | 東涌綫                        | 深水埗區             | 2003年12月20日       |
| | 柯士甸               | 香港西九龍站         | 高速鐵路                      | 油尖旺區             | 2009年8月16日        |
| 九龍站 | 柯士甸               | 東涌綫 機場快綫[KOW] |                               | 油尖旺區             | 2009年8月16日        |
| | 尖東                 | 尖沙咀站             | 荃灣綫                        | 油尖旺區             | 2004年10月24日       |
| | 紅磡                 | 東鐵綫               | 東鐵綫                        | 油尖旺區             | 2021年6月20日 [HUH]  |
| | 何文田               | 觀塘綫               | 觀塘綫                        | 九龍城區             | 2021年6月27日        |
| | 土瓜灣               | -                    | -                             | 九龍城區             | 2021年6月27日        |
| | 宋皇臺               | -                    | -                             | 九龍城區             | 2021年6月27日        |
| | 啟德                 | -                    | -                             | 九龍城區             | 2020年2月14日        |
| | 鑽石山               | 觀塘綫               | 觀塘綫                        | 黃大仙區             | 2020年2月14日        |
| | 顯徑                 | -                    | -                             | 沙田區               | 2020年2月14日        |
| | 大圍                 | 東鐵綫               | 東鐵綫                        | 沙田區               | 2004年12月21日       |
| | 車公廟               | -                    | -                             | 沙田區               | 2004年12月21日       |
| | 沙田圍               | -                    | -                             | 沙田區               | 2004年12月21日       |
| | 第一城               | -                    | -                             | 沙田區               | 2004年12月21日       |
| | 石門                 | -                    | -                             | 沙田區               | 2004年12月21日       |
| | 大水坑               | -                    | -                             | 沙田區               | 2004年12月21日       |
| | 恆安                 | -                    | -                             | 沙田區               | 2004年12月21日       |
| | 馬鞍山               | -                    | -                             | 沙田區               | 2004年12月21日       |
| | 烏溪沙               | -                    | -                             | 沙田區               | 2004年12月21日       |
| 附註 |                      |                      |                               |                      |                      |
| - NOL 計劃中的北環綫將由錦上路站出發，往落馬洲站或古洞站及以東車站，北環綫預定2025年動工、2034年通車。 - TWW 荃灣西站並非接駁荃灣綫荃灣站的車站，但可轉乘專線小巴95K（需另行收費，八達通卡乘客可享轉乘優惠）或步行約15至20分鐘前往車站。 - KOW 柯士甸站並非接駁東涌綫的車站，但可經佐敦道行人天橋步行約10分鐘前往九龍站；而柯士甸站乘客可以步行前往九龍站接駁機場快綫並享用免費港鐵接駁優惠。 - HUH 西鐵綫月台為自紅磡站1975年11月30日啟用的原東鐵綫2-3號月台，因屯馬綫月台於2021年6月20日啟用而停用；沙田至中環綫工程為紅磡站另建月台，現有月台將不再用於本地客運服務，屯馬綫月台已於2021年6月20日全綫通車前一星期率先啟用，而東鐵綫新月台於2022年5月15日啟用。 |                      |                      |                               |                      |                      |
| 论 编 |                      |                      |                               |                      |                      |

### 屯門南延綫
政府在「我們未來的鐵路」第二階段公眾參與的咨詢文件中提出，建議屯馬綫由屯門站起向南延伸，到達屯門碼頭一帶，此段車程約需4分鐘，預計2030年落成。
2020年5月，運輸及房屋局向立法會呈交「屯門南延綫」報告，提到港鐵建議在屯門站和屯門南站之間的第16區加設一個車站，並預留向龍鼓灘延伸的條件，以配合未來的屯門西發展。
而在擁有權方面，擬建的屯門南延綫預期以「地下鐵路地段」形式批予港鐵公司，而非由九鐵公司持有。

### 洪水橋站
政府在「我們未來的鐵路」第二階段公眾參與的咨詢文件中提出，建議興建洪水橋站，該車站位於天水圍站至兆康站之間，以配合洪水橋新市鎮發展，不過興建後由於屯馬綫車程延長，顧問估計乘客量會不升反降。

### 十四鄉
2019年1月，新鴻基地產增加西貢北十四鄉綜合發展項目單位量達9500伙，可容納居住人口也由約1.32萬，急升至2.85萬人，新地同時提出各項基建改善工程，包括增建兩個公共交通交匯處、擴闊西沙路至雙線雙程行車兼有行人道及單車道、改善現有排水及排污系統、興建社福機構暨公共停車場大樓等，獲政府部門同意。大公報透露，政府內部正探討將屯馬綫，由現時烏溪沙站，延長至樟木頭及泥涌以南一帶，以便在此覓地興建大型公營房屋。

## 批評
馬鞍山綫列車原為4卡列車，因應馬鞍山綫（現為屯馬綫）伸延至紅磡站並和西鐵綫合併營運，將列車增加車卡至8卡，原馬鞍山綫各車站的月台亦因而擴建，但港鐵卻沒有因上落乘客大增，而增加連接月台和車站大堂的設施，除大圍站外其他車站均只有樓梯、一對扶手電梯和一部升降機連接月台，因此繁忙時間時部分車站乘客輪候使用連接設施需較長時間。
有媒體計算屯馬綫由馬鞍山往鑽石山車程比九龍巴士286M線快約6分鐘，但車費卻高近六成。沙田區議員冼卓嵐認為吸引力有限。
Now新聞台派出兩名記者，分別由紅磡站乘東鐵綫，之後在大圍站轉乘屯馬綫到第一城站，而另一名記者在紅磡站直接乘屯馬綫到第一城站，發現到大圍站的時間是差不多。
另外綫路被指“短貴長平”（其中例子：從紅磡前往顯徑的車費為9.6元，但到下一站大圍就為6.2元）的問題，港鐵解釋由於綫網費用計算問題及歷史原因，會每年通過票價調整，改善情況，並計劃贈送10萬張單程車票。
有區議員擔心屯馬綫全線通車後，將令其他路面公共交通營運情況受到打擊，特別是巴士及小巴，而在屯馬綫通車後巴士公司已削減部分面對屯馬綫競爭的路綫的班次（如5、11），對部分屯馬綫未有覆蓋或不接近鐵路沿線的乘客（如伊利沙伯醫院、新蒲崗、富山、鳳德邨）不公平，部份路線的主要客源亦非屯馬綫沿線。民主黨九龍城區議員黎廣偉批評運輸署在港鐵宣布屯馬綫通車日期後，才對外公布區內巴士路線重組，削減部分巴士班次甚至取消路線而改為加強收費較貴但未必更吸引的巴士路線。受影響包括巴士路線11（鑽石山站 － 九龍站）、85B（秦石 － 九龍城碼頭）、85S（耀安往紅磡紅鸞道）及286M（馬鞍山市中心－ 鑽石山站 循環線）。民主黨馬希鵬指不少市民會乘搭九巴11號線前往伊利沙伯醫院，若突然取消，將為市民帶來不便。而重組巴士路線會亦令市民被迫「搭貴車」，質疑運輸署讓港鐵得益，令市民欠缺交通選擇。
另一方面，屯馬綫全綫十分迂迴，往返新界東西兩端必須經過九龍，一般不會有乘客搭足全程。雖然屯馬綫能為乘客提供更多轉綫選擇（例如轉乘觀塘綫以往只能在大圍站或紅磡站轉乘東鐵綫，再到九龍塘站轉乘），部份車程可透過轉綫次數較少的方式往返，但並不代表所需時間因而減少。事實上新界西來往沙田及馬鞍山，只須乘搭263（屯門）及269D（天水圍及元朗），在城門隧道轉車站轉乘40X、43X（大水坑至烏溪沙）、46X（大圍及顯徑）、47X（沙田圍及車公廟）及49X（第一城及石門），無論走線上及所需時間均比屯馬線更直接，更有優勢。惟近年九巴多次削減城隧線班次，加上城隧線在繁忙時間經常供不應求，使不少新界西來往沙田及馬鞍山乘客仍然轉投屯馬綫。
同時，屯馬綫通車前，紅磡站為東鐵綫及西鐵綫終點站，對於往返屯門乘客而言能享有「頭站之利」，列車有充足座位使他們免受站立往返之苦。然而，馬鞍山綫（後改為屯馬綫一期）及西鐵綫合併後，由於紅磡站往屯門不再「有位座」使他們相當不滿。
再者，雖然屯馬綫為九龍城及土瓜灣提供鐵路服務，但不少車站出入口與地面有一定距離，亦只覆蓋少部份地方，因此對該區乘客而言吸引力有限
同時，由於路線相當冗長，令不少乘搭兩綫往返目的地的乘客卻步；月台與海底隧道巴士站的出入口的距離亦有所增加，因此不少轉乘過海巴士的乘客改於宋皇臺或土瓜灣站轉車，甚至直接乘搭取道紅磡海底隧道的巴士，令部份過海巴士的客量有所上升。

## 外部連結
- 香港鐵路大典上的相关条目：屯馬綫